# Skateschuh

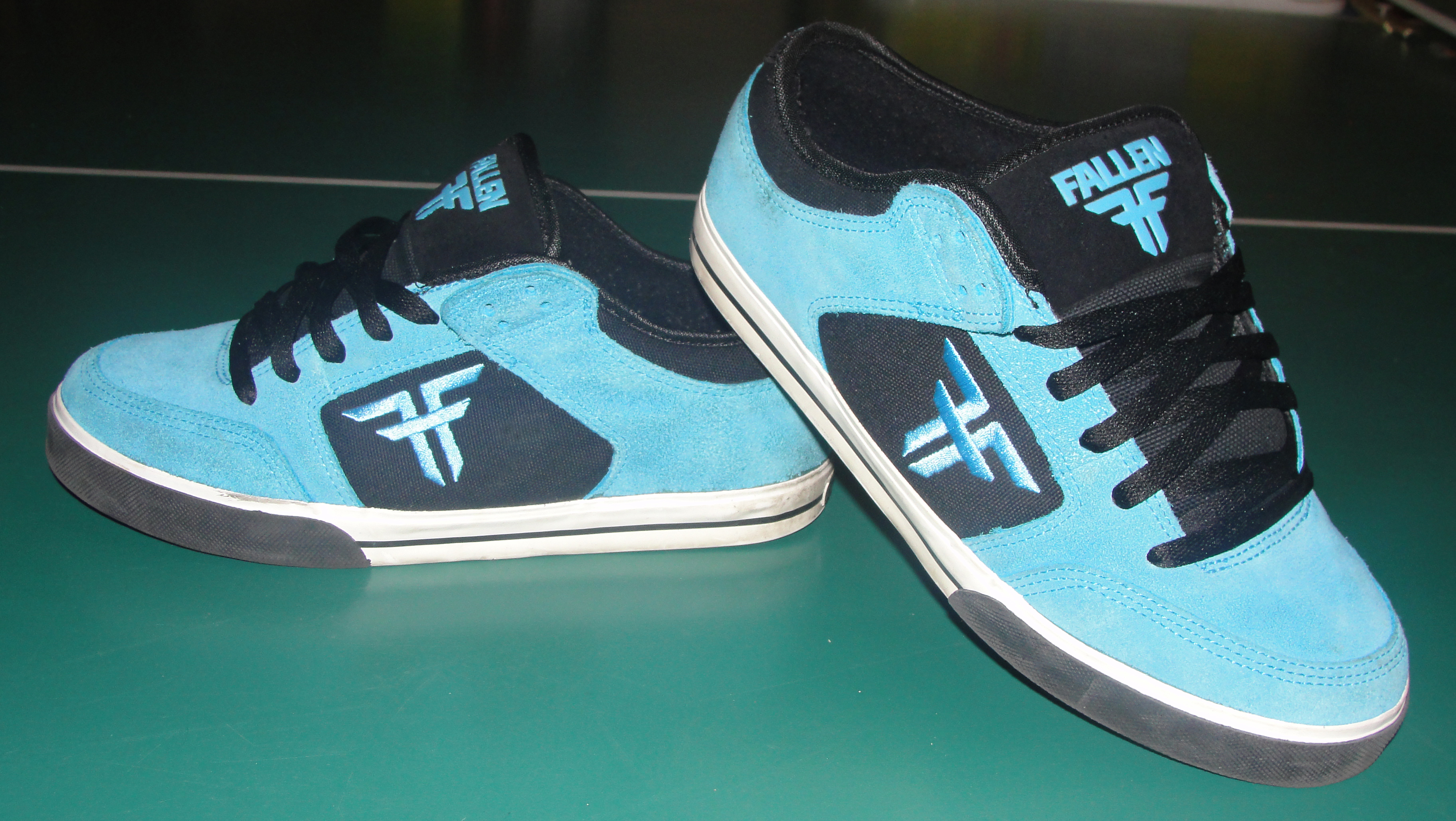
Skateschuhe

Unter Skateschuhen versteht man speziell für den Skateboardsport entwickelte Schuhe. Diese Schuhe unterscheiden sich von handelsüblichen Turnschuhen vor allem durch eine Sohle, die sehr flexibel ist, um den Halt der Füße des Fahrers auf dem Skateboard zu verbessern. Außerdem sind solche Schuhe durch Verstärkungen an sich häufig abnutzenden Stellen (u. a. sogenannte Ollie-Pads, oder Lace Saver dt. Schnürsenkel-Schutz) besser vor Verschleiß geschützt.

## Entwicklung
Die Geschichte des Skateschuhs ist so alt wie jene des Skateboardens selbst. Als dieser Sport allmählich aufkam, wurden handelsübliche Sportschuhe zur Ausübung des Sports getragen. Da das Skateboarden ursprünglich aber vom Surf-Sport inspiriert wurde, konnten sich bald traditionelle Hersteller von Surfsportartikeln wie z. B. Vans in der Szene etablieren. Einer der ersten Skateschuhe Mitte der 60er Jahre war der Sk8-Hi der Marke Vans, der vom Design her dem bei den Surfern sehr beliebten Low-Top entsprach, aber über den Knöchel ging, um dem Skateboarder besseren Halt zu geben.
Als der Skateboarding-Trend Anfang der 80er Jahre einen starken Boom erlebte, etablierten sich viele Skateschuhhersteller. Die bekannten Unternehmen dieser Zeit waren u. a. Airwalk, Etnies oder Vision Street Wear, die, dem damaligen Trend entsprechend, knallig bunte Schuhe herstellten. Auch gab es in den 80er Jahren die meisten Innovationen  hinsichtlich Skateschuhe: Um den Verschleiß exponierter Stellen zu mindern, wurden  sogenannte „Olliepads“ und „Lace Saver“ entwickelt.
In den 1990er Jahren vollzog sich ein relativ starker Wandel hinsichtlich des  Designs der Skateschuhe. Waren zuvor hohe (knöchelhohe) Schuhe beliebt, so waren in den 90er-Jahren sogenannte Low-Cut-Schuhe in Mode gekommen. Zu dieser Zeit begannen auch viele Fahrer auf Produkte von Herstellern zurückzugreifen, die nicht explizit nur spezielle Skaterschuhe herstellten. Beispiele für solche Schuhe sind der Puma State (später Clyde) oder die Gazelle von Adidas. Die Unternehmen reagierten relativ schnell auf den Trend und begannen, die sogenannten „Sneakers“ auf den Markt zu bringen. Berühmt wurde z. B. der Airwalk ONE.
Zu einem weiteren Trend wurde es, sogenannte „Pro Models“ oder „Signature-Shoes“ herzustellen. Das Konzept hinter solchen Produkten sieht wie folgt aus: Ein bekannter Skateboard-Profi bürgt mit seinem Namen für die Qualität des Schuhs, bei dessen Entwicklung er auch mitwirken durfte. Das erste Modell, das auf diesem Konzept basierte, war der Caballero der Marke Vans. Er wurde  von Steve Caballero mitentwickelt und im Jahr 1989 auf den Markt gebracht.
In den 1990er Jahren kam es zur Gründung einer Vielzahl neuer Unternehmen in der Branche und das Angebot an Skateschuhen stieg stetig an. Unternehmen wie DC Shoes, Emerica oder éS wurden in dieser Zeit gegründet.
Aktuell versuchen große Sportartikelhersteller sich in der Branche zu etablieren, indem sie u. a. Profi-Skateboarder in ihr Entwicklungsteam einbinden (z. B. Paul Rodriguez für Nike SB, Dennis Busenitz für Adidas, Stevie Williams für Rbk/Reebok). Im Fall des Schuhs SB von Nike war diese Strategie bereits erfolgreich.
Ein weiterer Trend  in der Branche ist derzeit, dass Hersteller bei der Herstellung ihrer Produkte den Umstand berücksichtigen, dass zu einem beträchtlichen Anteil Veganern (vor allem in der US-Szene) in der Skater-Szene vertreten sind. Einige Unternehmen bieten daher 100 % vegane Schuhe an; d. h., es wird kein Leder verwendet, und der Gummi für die Sohlen wird ohne Verwendung von tierischen Fetten hergestellt.
Wurden Skateschuhe früher nur in speziellen Skateshops angeboten, so  kann man sie heute auch im Schuhfachhandel käuflich erwerben, denn Skateschuhe erfreuen sich mittlerweile, vor allem wegen ihres hohen Tragekomforts, einer großen Beliebtheit auch außerhalb der Skater-Szene und werden in der Allgemeinbevölkerung von vielen gerne verwendet.

## Der Skateschuh heute
Das heutige Erscheinungsbild des Skateschuhs entspricht größtenteils einem Low-Top-Sneaker, sprich: der Schuh endet unter dem Knöchel, wobei es einen allmählichen Trend zurück zu den High-Top-Schuhen gibt, die über den Knöchel gehen. Ein wesentliches Unterscheidungsmerkmal zu einem herkömmlichen Sportschuh sind zwei- bis dreifach ausgeführte Nähte, um damit den Schuh strapazierfähiger zu machen. Weiterhin haben diese Schuhe eine dickere Zunge; dies dient einerseits dazu, einen stabileren Halt des Fußes im Schuh herbeizuführen und andererseits auch als Schutz des Fahrers, sollte das Board auf den Rist schlagen. Auch bei den Einlagen unterscheiden sich Skateschuhe von herkömmlichen Modellen.  Oft sind sogenannten Silikon Pads oder Gel-Einlagen angebracht, um eine entsprechende Dämpfung zu erzielen. Das ist bei Skateschuhen deshalb so gelöst, da ein anderes Dämpfungssystem wie z. B. Luftpolster in den Sohlen aufgrund des starken Abriebs und der starken Beanspruchung nicht dauerhaft haltbar wären.

## Bekannte Hersteller
- Adidas
- Adio
- Airwalk
- Axion Footwear
- Burton
- C1RCA
- Converse
- DC Shoes
- Dekline
- Duffs
- DVS Shoes
- Element
- Emerica
- éS
- Ethletic (vegan)
- Etnies
- Fallen Shoes
- Globe International
- Keds
- Lakai Footwear
- Nike SB
- Osiris (Clothing)
- Reebok
- Supra
- Vans
- Zoo York